# Athenaea pereirae
Athenaea pereirae är en potatisväxtart som beskrevs av G. Barboza och A.T. Hunziker. Athenaea pereirae ingår i släktet Athenaea och familjen potatisväxter. Inga underarter finns listade i Catalogue of Life.